# Andrej Kvašňák
Andrej Kvašňák (* 19. Mai 1936 in Košice, Tschechoslowakei; † 18. April 2007 in Prag) war ein slowakischer Fußballspieler. Er wurde mit der tschechoslowakischen Nationalmannschaft 1962 Vizeweltmeister.
Bei Sparta Prag gilt er als Legende, von den Vereinsanhängern wurde er zum Spieler des Jahrhunderts gewählt. In 433 Spielen für Sparta erzielte er 299 Tore. Eine bekannte Aussage über den langen Kvašňák, der einen eigen- und einzigartigen Laufstil hatte, lautete: „Der Mann, der über den Platz kriecht, aber immer an der richtigen Stelle steht“. Seine Beliebtheit entstand aber nicht nur wegen seiner Leistungen auf dem Platz, sondern aufgrund seiner Art, mit der er das Publikum unterhalten konnte. Er galt als šoumen (Showman) auf dem Spielfeld, aber auch außerhalb des Platzes. Als Spieler, der sich im Strafraum gerne fallen ließ, war er jedoch vor allem bei gegnerischen Mannschaften nicht sonderlich beliebt.
Am 18. April 2007 erlag Andrej Kvašňák im Prager Krankenhaus Na Bulovce einem Lungenkrebsleiden.

## Karriere
Andrej Kvašňák begann mit dem Fußballspielen bei OŠPZ Košice. Seit 1951 spielte der offensive Mittelfeldspieler beim neugegründeten Verein VSS Košice. Von 1956 bis 1958 absolvierte er seinen Wehrdienst bei Dukla Pardubice, wo er im Spieljahr 1957/58 in der 1. Liga debütierte.
1958 kehrte er nach Košice zurück, der Verein hatte in der Zwischenzeit fusioniert und seinen Namen in Jednota geändert. Nach nur einem Jahr wurde er von Sparta Prag verpflichtet, das zu dieser Zeit keine herausragende Rolle in der tschechoslowakischen Liga einnahm. Der Wechsel aus Košice nach Prag gestaltete sich äußerst schwierig und gelang erst nach Einschreiten der obersten Sportbehören. Für Kvašňák selbst war der Anfang in der Landeshauptstadt schwierig. In den Spielen gegen Jednota Košice wurde er mit Sprechchören „Judas, Judas“ als Verräter beschimpft.
Die Weisheit, dass es aus Prag näher in die Nationalmannschaft ist, bestätigte sich auch für Andrej Kvašňák. 1960 debütierte er im tschechoslowakischen Dress beim 4:0-Erfolg gegen Österreich, wobei er den letzten Treffer selbst beisteuerte. Obwohl Kvašňák wenig internationale Erfahrung hatte, wurde er für die Europameisterschaft 1960 nominiert, bei der die Tschechoslowakei die Bronzemedaille gewann. 1962 zählte Kvašňák zum Stamm der tschechoslowakischen Mannschaft, die sich überraschend bis in das Endspiel vorkämpfen konnte, dort aber Brasilien mit 1:3 unterlag. Von englischen Experten wurde er hinter dem brasilianischen Star Garrincha zum zweitbesten Spieler des Turniers gekürt. Bis 1970 stand Kvašňák insgesamt 47 Mal in der Landesauswahl und konnte 13 Tore erzielen. 1969 sicherte er seinem die Land die Teilnahme an der Weltmeisterschaft 1970 in Mexiko. Zunächst erzielte er ein Tor beim wichtigen 3:3 gegen Ungarn, das letztlich zum Entscheidungsspiel gegen denselben Gegner rund zweieinhalb Monate später in Marseille führte. Kvašňák traf in der 43. Spielminute vom Elfmeterpunkt und legte so den Grundstein zum 4:1-Sieg der Tschechoslowakei.
Mitte der 1960er schaffte Sparta Prag wieder den Anschluss an die nationale Spitze und gewann mit Kvašňák in der Aufstellung 1964 den tschechoslowakischen Pokal, 1965 sowie 1967 die nationale Meisterschaft.
Nach zehn Jahren, 202 Ligaspielen und 65 Toren verließ Kvašňák Prag in Richtung KRC Mechelen, der zwischen der zweiten und dritten belgischen Liga pendelte. 1972 kehrte Kvašňák in die Tschechoslowakei zurück und ließ seine Laufbahn bei Viktoria Žižkov und TJ Turnov ausklingen.
In der höchsten tschechoslowakischen Spielklasse lief Kvašňák 248 Mal auf, 83 Mal traf er in das gegnerische Tor.
In der Spielzeit 1975/76 übernahm er als Spielertrainer in einer der unteren Ligen den Prager Verein Tatran Zličín und stieg sogleich auf. 1976/77 gelang der Durchmarsch in die nächsthöhere Liga und 1977/78 spielte Zličín um den Aufstieg in die vierte Liga mit, verpasste ihn aber knapp.
Später spielte Kvašňák nur noch für die Traditionself von Sparta Prag.